# Beechcraft T-6 Texan II
Beechcraft T-6 Texan II – jednosilnikowy samolot szkolno-treningowy powstały na bazie szwajcarskiego Pilatus PC-9 dla zastąpienia w roli szkolenia wstępnego samolotów Cessna T-37 Tweet używanych przez United States Air Force i Beechcraft T-34C Turbo Mentor w służbie United States Navy. Amerykanie zdecydowali się na wybór spośród istniejących już na rynku samolotów szkolnych po anulowaniu programu Fairchild T-46. W konkursie Joint Primary Aircraft Training System wybrano wspólną ofertę Beech-Pilatus PC-9 Mk 2, która wygrała m.in. z Embraer EMB 312 Tucano (oferowanym przez Northrop Grumman jako Super Tucano), Lockheed T-Bird II (bazujący na Aermacchi M.B.339), czy Cessna 526 CitationJet. Nowa maszyna odziedziczyła nazwę po wykorzystywanym w okresie II Wojny światowej North American T-6 Texan. Oprócz wersji bazowej T-6A Texan II, którą wyeksportowano także do kilku krajów, powstała zmodernizowana wersja T-6B Texan II z HUD i szklanym kokpitem, a opracowywany jest samolot szturmowy do zwalczania partyzantki oznaczony AT-6B Texan II. T-6A NTA to 20 sztuk T-6A dla Grecji, pod które można podwiesić zasobniki z uzbrojeniem lub lekkie bomby. Specjalna wersja dla Kanady nazywana także przez producenta CT-156 Harvard II otrzymała zmodyfikowany kokpit zgodny z samolotami BAE Hawk. T-6C Texan II to wersja T-6B dla Maroka z dodatkowymi węzłami podwieszeń.

## Użytkownicy
Fuerza Aérea Argentina12 T-6C+
 Polemikí Aeroporía25 T-6A i 20 T-6A NTA
 Irackie Siły Powietrzne15 T-6A
 Hejl HaAwir20 T-6A Efroni
 Royal Canadian Air Force25 CT-156 Harvard II
 Królewskie Marokańskie Siły Powietrzne24 T-6C
 Royal New Zealand Air ForceW styczniu 2014 zamówiono 11 T-6C. Wszystkie dostarczono do końca 2015 roku.
 Meksyk
- Fuerza Aérea Mexicana: 34 T-6C+ od 2012[4]. W 2017 utracono dwa[5].
- Armada de México: 6 T-6C+

 LuftwaffeWykorzystuje do szkolenia 69 T-6A w malowaniu USAF
 United States Armed Forces
- United States Air Force: 445 T-6A Texan II (dostarczono 452)
- United States Navy: 49 T-6A, 260 T-6B

## Podobne samoloty
Pokrewne 
- Pilatus PC-9

 Podobne 
- Pilatus PC-7
- Pilatus PC-21
- Embraer EMB 312 Tucano
- Embraer EMB 314 Super Tucano
- PZL-130 Orlik